# Mark Milley
Mark Alexander Milley (Winchester, Massachusetts; 18 de junio de 1958) es un general del ejército de los Estados Unidos y el vigésimo presidente del Estado Mayor Conjunto. Anteriormente se desempeñó como el 39.° jefe de Estado Mayor del Ejército.

## Biografía y educación
Nacido en Winchester, Massachusetts, Milley asistió a la escuela Belmont Hill. En 1980, se graduó de la Universidad de Princeton como bachiller en política, después de completar una tesis superior de 185 páginas  titulado "Un análisis crítico de la organización de la guerrilla revolucionaria en teoría y práctica". Milley también tiene una maestría en artes en relaciones internacionales por la Universidad de Columbia y otra maestría en seguridad nacional y estudios estratégicos por la Escuela de Guerra Naval. También es asistente del XXI Programa de Estudios de Seguridad Nacional del Seminario del Centro de Estudios Internacionales del MIT.

## Carrera militar
Milley ganó su comisión como oficial de las Fuerzas Blindadas a través del programa del Cuerpo de Entrenamiento de Oficiales de Reserva del Ejército de Princeton en 1980 y pasó la mayor parte de su carrera en misiones de Infantería.
La carrera de Milley ha incluido misiones en la 82.ª División Aerotransportada, el 5.º Grupo de Fuerzas Especiales, 7.ª División de Infantería, la 2.ª División de Infantería, el Centro de Entrenamiento de Preparación Conjunta, la 25.ª División de Infantería, el Estado Mayor de Operaciones del Estado Mayor Conjunto y un puesto como Asistente Militar del Secretario de Defensa.
Milley ha tenido varios puestos de mando y estado mayor en ocho divisiones y fuerzas especiales durante los últimos 39 años. Estuvo al mando del Equipo de Combate de la 2.ª Brigada, 10.ª División de Montaña (Ligera) desde diciembre de 2003 hasta julio de 2005, se desempeñó como comandante general adjunto para las operaciones de la 101.ª División Aerotransportada desde julio de 2007 hasta abril de 2008, y fue comandante general de la 10.ª División de Montaña desde noviembre de 2011 a diciembre de 2012. Luego se desempeñó como comandante del III Cuerpo, con sede en Fort Hood, Texas, de 2012 a 2014, y como comandante general del Comando de las Fuerzas del Ejército de los Estados Unidos, con sede en Fort Bragg, Carolina del Norte, de 2014 a 2015. Fue designado jefe de Estado Mayor del Ejército el 14 de agosto de 2015.

## Jefe de Estado Mayor

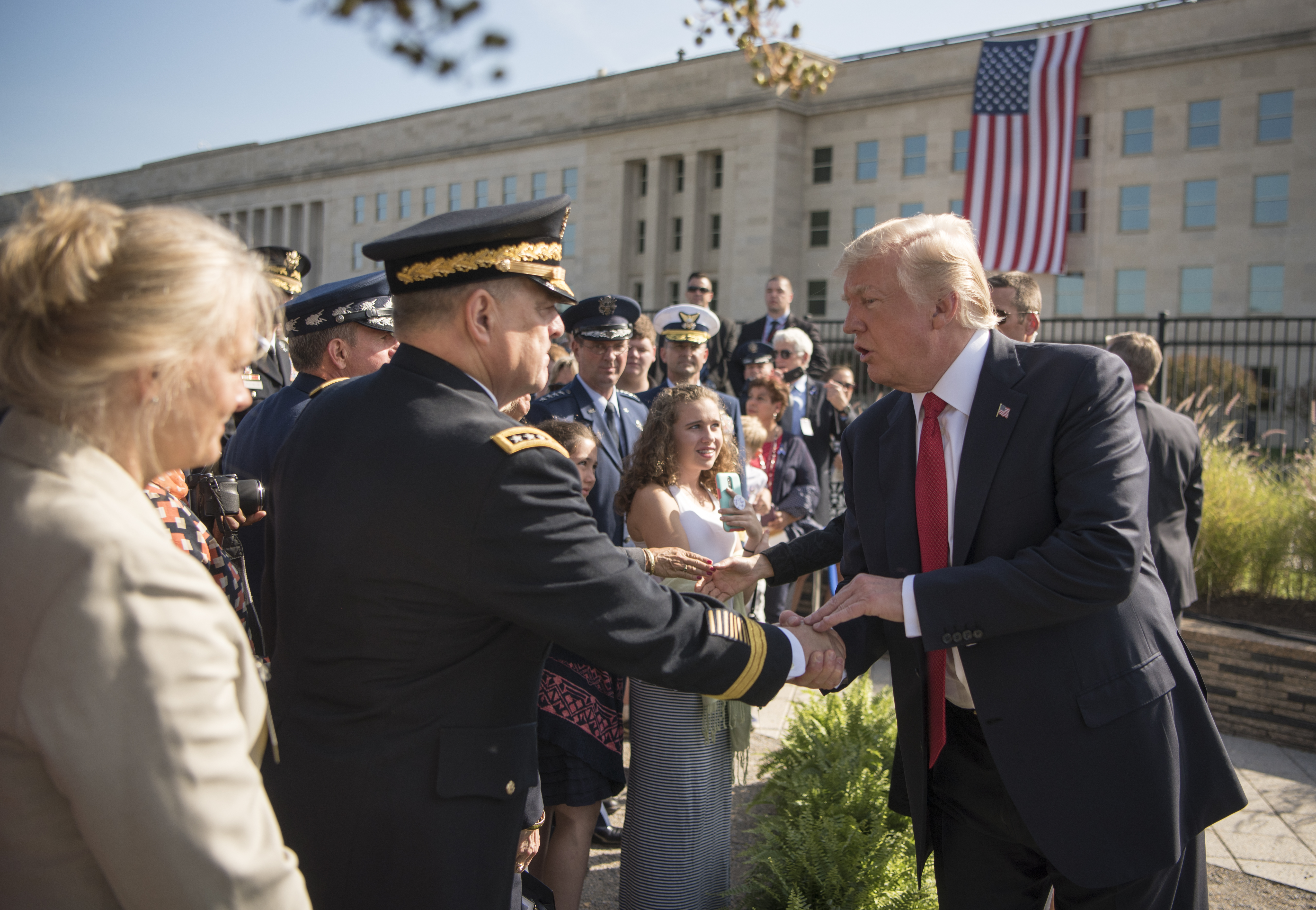
El presidente Donald Trump con el general Mark Milley después de la ceremonia de observancia del 11 de septiembre en el Pentágono, 2017.

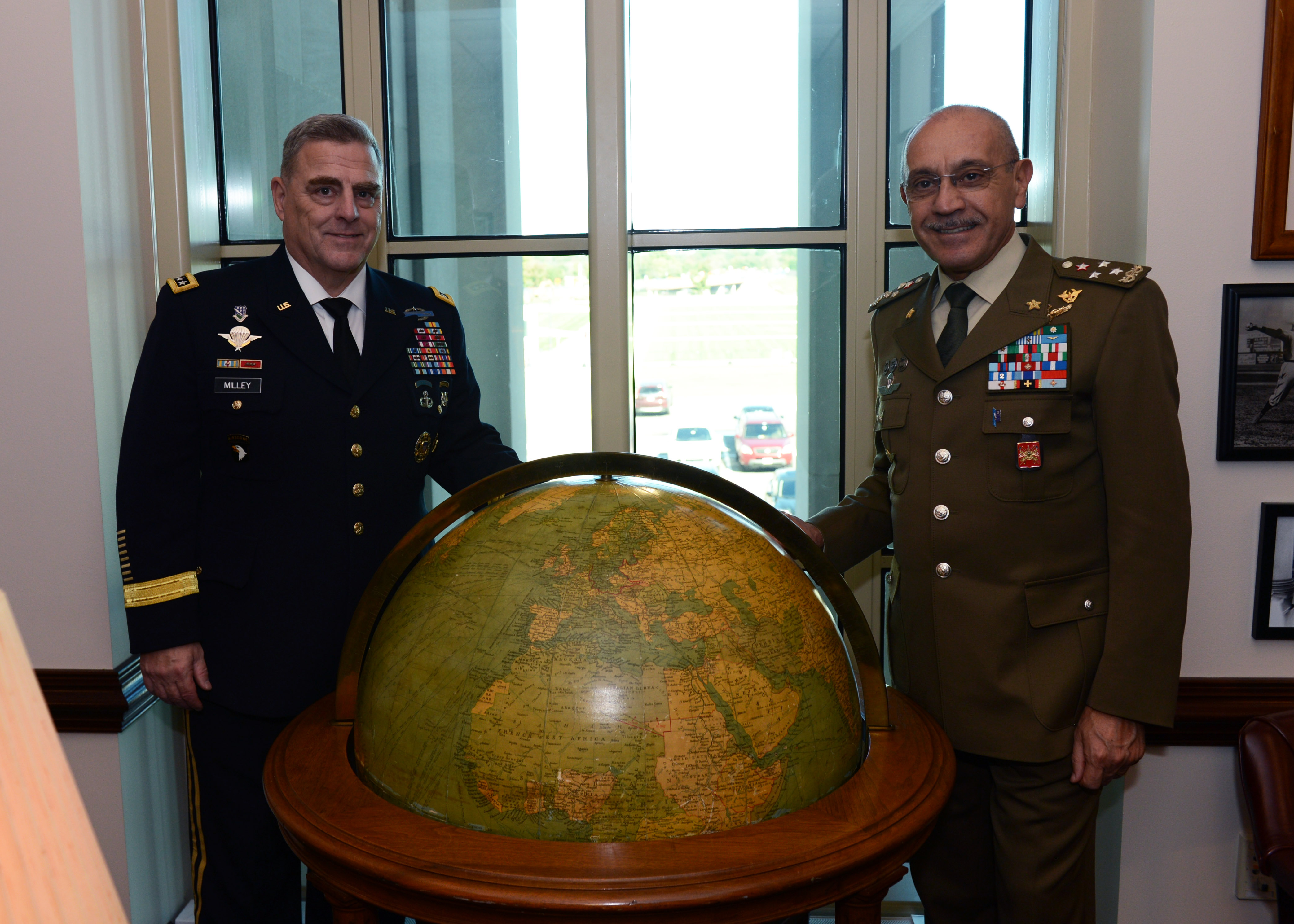
El general Milley con el jefe del Estado Mayor italiano, el teniente general Danilo Errico en el Pentágono.

En su mensaje inicial al ejército de los EE. UU., el general Milley expuso sus prioridades sobre la preparación, el futuro ejército y el cuidado de las tropas. «Debemos asegurarnos de que el ejército permanezca listo como la principal fuerza de combate del mundo. La preparación para el combate terrestre es, y seguirá siendo, la prioridad número uno del ejército de los EE. UU. Haremos lo que sea necesario para construir un ejército del futuro ágil y adaptable».

### Modernización y reforma

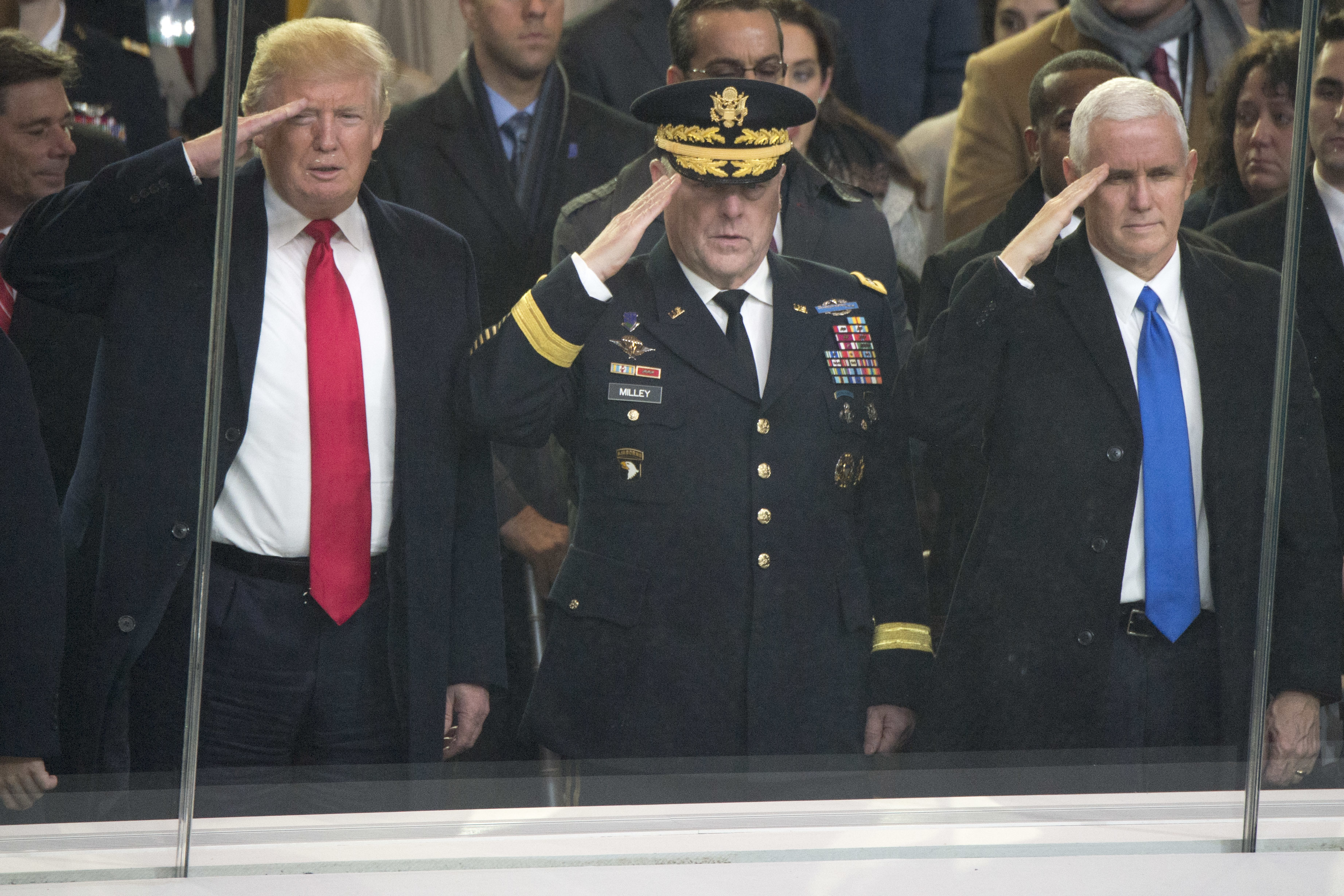
Milley y Trump durante el desfile de inauguración de Trump en 2017.

Durante su mandato, Milley centró sus esfuerzos en la modernización del ejército, incluyendo un nuevo comando diseñado para consolidar los métodos que brindan las capacidades del ejército, similar al enfoque utilizado por el Mando de Operaciones Especiales. En la reunión anual de la Asociación del Ejército de los Estados Unidos de 2017, Milley describió las áreas seleccionadas para la modernización, incluidos tanques, aviones y armas.
En febrero de 2017, el ejército anunció el establecimiento de Brigadas de Asistencia a las Fuerzas de Seguridad. También conocidas como SFABs, estas unidades permanentes se establecieron en Fort Benning con la misión principal de realizar actividades de cooperación en materia de seguridad y servir como una respuesta rápida a los requisitos de los comandantes combatientes.
En 2018, Milley estableció en Austin, Texas el Army Futures Command, un comando destinado a modernizar el ejército aprovechando la experiencia académica e industrial cercana. La creación del comando representó una de las mayores iniciativas de reforma emprendidas en más de cuarenta años. Más allá del desarrollo de futuros conceptos de guerra, ocho equipos multifuncionales llevaron a cabo investigaciones para promover las prioridades de modernización del ejército: fuego de precisión de largo alcance, vehículos de combate de próxima generación, defensas aéreas y de misiles, letalidad de soldados, entornos de entrenamiento sintéticos, futuras plataformas elevadoras de vehículos y posicionamiento, navegación y sincronización asegurados.
En 2018, Milley estuvo al frente del lanzamiento de una nueva prueba de aptitud física del ejército. La nueva prueba fue diseñada para mejorar la preparación general para el combate e imitar las tareas físicas y el estrés asociado con éste. Se puso en marcha para reemplazar en octubre de 2020 la prueba de condición física del ejército de hace 40 años.

### Estudio de la guerra de Irak
En 2018, Milley participó en la decisión de si el ejército publicaría un controvertido estudio sobre la guerra de Irak. Según los informes, Milley decidió leer el documento de dos volúmenes y 1.300 páginas antes de tomar una decisión. También ordenó que un panel externo de académicos revisara el trabajo. Después de que el panel emitió críticas entusiastas sobre el estudio, incluida una que lo describió como «el estándar de oro en la historia oficial», Milley continuó demorando la publicación para poder revisarlo más a fondo. En septiembre de 2018, el secretario del ejército Mark Esper junto a otros oficiales decidieron distanciarse del estudio al describirlo «como un trabajo independiente» de los autores, en lugar de ser calificado como un proyecto del grupo de estudio de la Operación Libertad Iraquí. Cuando se enfrentó a un periodista de The Wall Street Journal en octubre de 2018, Milley revirtió estas decisiones y ordenó que el estudio se publicara oficialmente y con un prólogo de él mismo.
A los pocos días de esta revelación, dos miembros del Congreso que forman parte del Comité de Servicios Armados de la Cámara –Jackie Speier, demócrata de California y Ruben Gallego, demócrata de Arizona– enviaron una carta a los líderes del ejército expresando su enojo por la demora. En un comunicado de prensa que acompaña a la carta, Speier dijo: «Esto es simplemente que el ejército no está dispuesto a ventilar públicamente sus errores. Nuestras fuerzas armadas, el Congreso y el pueblo estadounidense merecen nada menos que una transparencia total sobre las lecciones que el ejército ha identificado para que podamos usar esas lecciones para evitar errores costosos y, con demasiada frecuencia, mortales del pasado». El estudio de dos volúmenes se publicó el 17 de enero de 2019.

## Presidente del Estado Mayor Conjunto

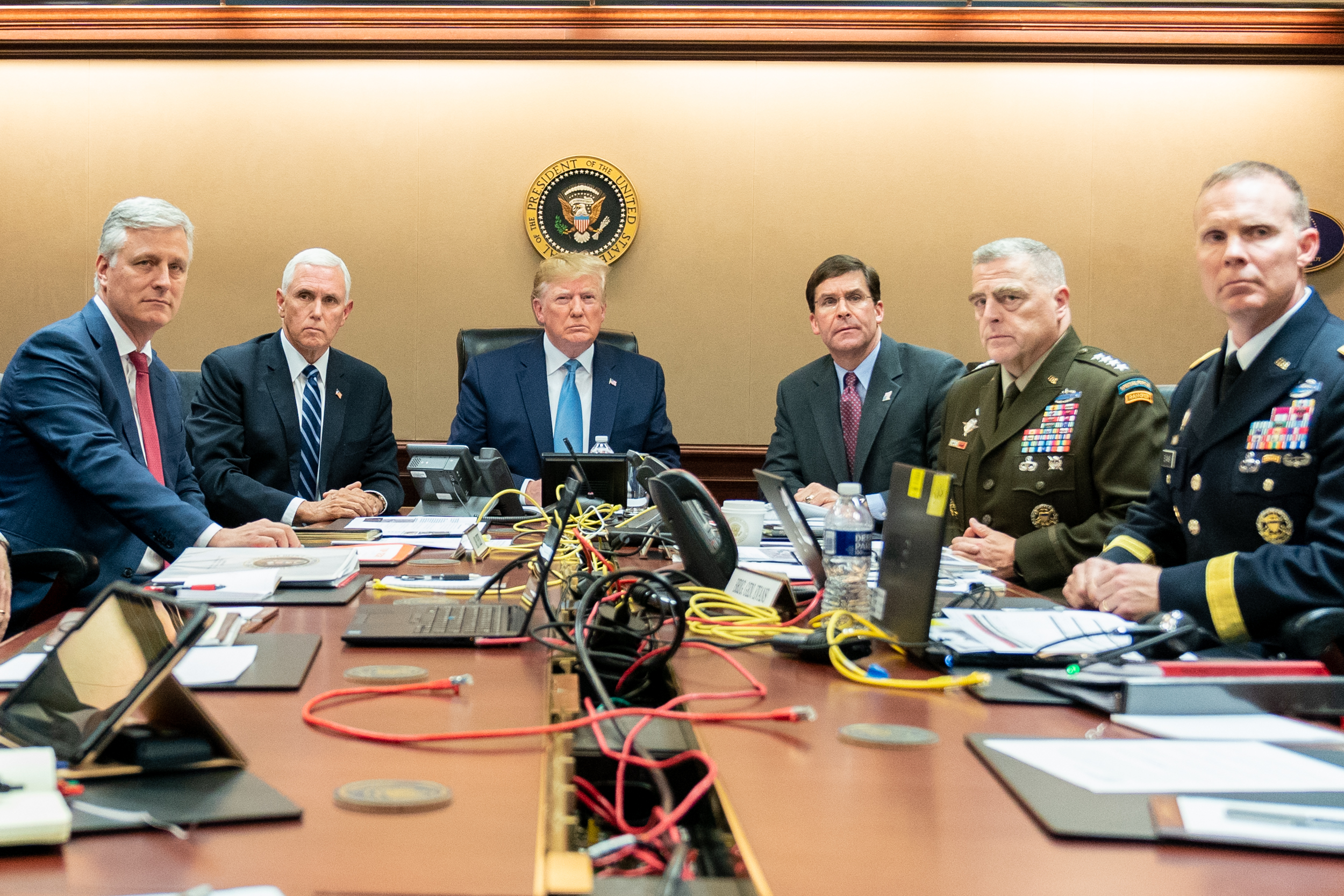
El general Mark Milley como presidente del Estado Mayor Conjunto en la sala de crisis de la Casa Blanca durante la operación militar contra Abu Bakr al-Baghdadi en 2019.

El 8 de diciembre de 2018, el presidente Donald Trump anunció que nominaría a Milley como presidente del Estado Mayor Conjunto, a pesar de que el secretario de Defensa Jim Mattis y el entonces presidente del Estado Mayor Conjunto, el general Joseph Dunford, apoyaron al Jefe de Estado Mayor Conjunto de la Fuerza Aérea, el general David L. Goldfein para el nombramiento. Milley inicialmente había sido presentado como candidato para suceder a Curtis Scaparrotti como comandante del Mando Europeo de Estados Unidos y comandante supremo aliado de Europa, pero después de entrevistas con Trump fue nominado para la presidencia. La nominación de Milley fue controvertida porque Mattis y Dunford favorecían a Goldfein. Si Goldfein hubiera sido seleccionado, habría sido el primer presidente de la Fuerza Aérea desde 2005. Aunque Mattis y Dunford recomendaron a Goldfein, las noticias indicaron que Trump eligió a Milley porque formaron una relación cercana durante el proceso de entrevista. Con la confirmación del senado (89 votos a favor, 1 en contra) el 25 de julio, prestó juramento el 30 de septiembre de 2019.
Tras la nominación, Milley encabezó una comisión con otros oficiales militares estadounidenses que fueron responsables de diseñar un informe sobre los inminentes impactos a corto plazo del país por el cambio climático. El informe, que se publicó en agosto de 2019, declaró que el país y sus fuerzas armadas experimentarían un colapso total en las próximas dos décadas debido a colapsos en la anticuada red eléctrica y el suministro de alimentos del país, así como al mayor riesgo de brotes de enfermedades infecciosas a nivel mundial. El informe también menciona la probabilidad de que aumente la escasez de agua en los países en desarrollo, lo que resultaría en un aumento de conflictos civiles y militares debido a fallas en el sistema alimentario mundial.
Después de asistir a las conmemoraciones del 75.º aniversario de la batalla de las Ardenas en Bélgica y Luxemburgo el 16 de diciembre de 2019, Milley se reunió con el jefe de personal militar ruso Valeri Gerásimov en Berna, Suiza, el 18 de diciembre. A esto le siguió una serie de reuniones regulares entre los jefes militares estadounidenses y rusos restablecidas por el predecesor de Milley, Joseph Dunford, en 2017 para garantizar una comunicación abierta y evitar conflictos, especialmente en Siria. La reunión presencial se organizó con la asistencia del entrante jefe de las Fuerzas Armadas suizo, teniente general Thomas Süssli.
Durante la campaña de reelección de Trump, se utilizaron imágenes de Milley en anuncios políticos pro-Trump. Milley dijo que no dio su consentimiento para aparecer en los anuncios. Los militares uniformados tienen prohibido participar en campañas políticas.
En junio de 2021, un informe de una investigación de Associated Press encontró que al menos 1.900 armas de fuego militares estadounidenses se perdieron o fueron robadas. La mayoría de éstas procedían del ejército; algunas se encontraron en posesión de un pandillero, que se cree que fueron vendidas por los ladrones que las robaron. Los informes dicen que cuando Milley se enteró del escándalo, se sorprendió y dijo que consideraría una solución más sistemática sobre cómo realizar un seguimiento de las armas del ejército. Sin embargo, algunos afirman que Milley en realidad restó importancia al informe.

### Asuntos raciales

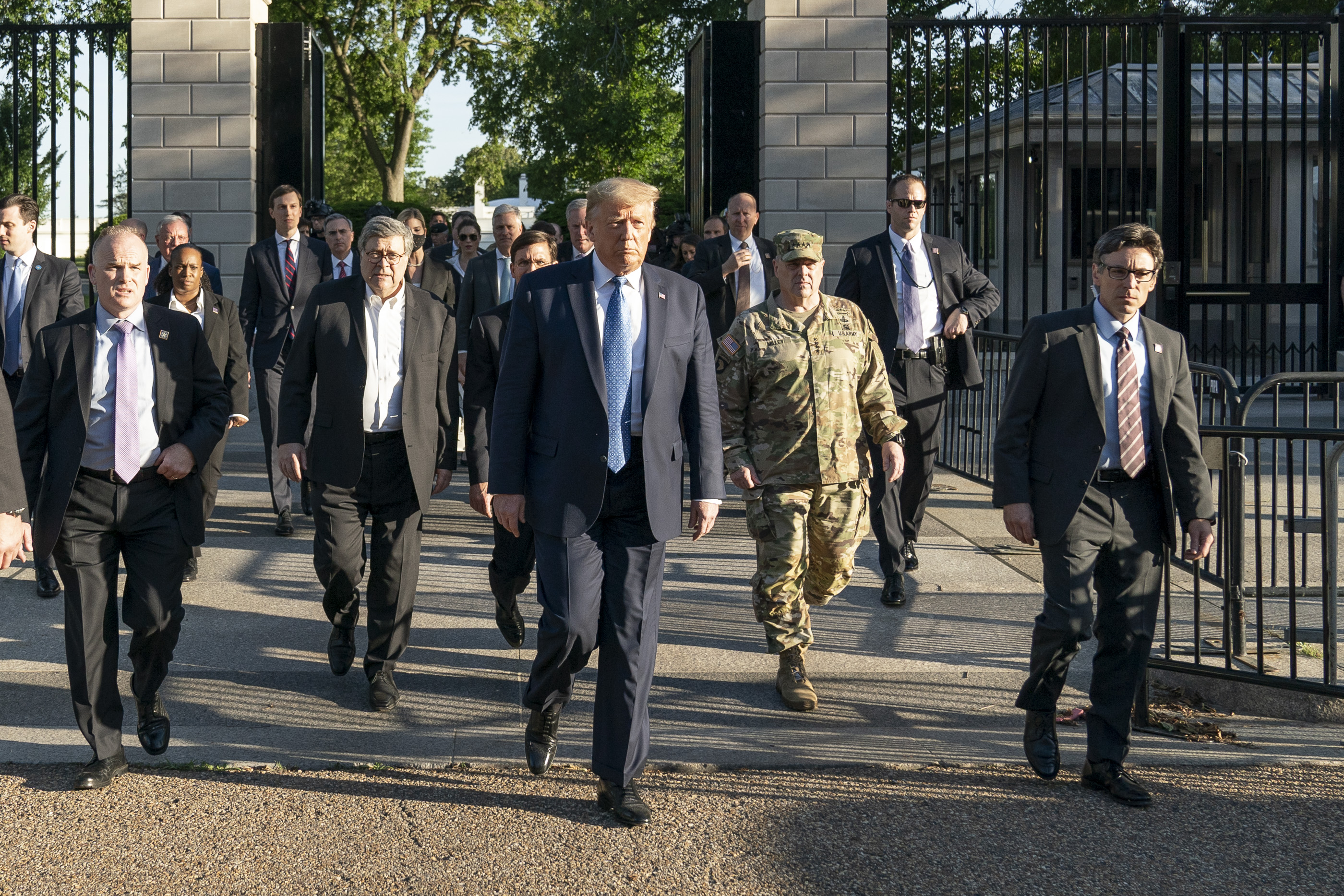
Milley con uniforme de combate escoltando a Trump desde la Casa Blanca durante la protesta Black Lives Matter en Lafayette Square, el 1 de junio de 2020. La presencia de Milley provocó controversia y críticas.

El 1 de junio de 2020, durante las protestas en Washington D. C., tras la muerte de George Floyd, Milley se unió a la Guardia Nacional y a varias fuerzas policiales reunidas en Lafayette Square, frente a la Casa Blanca. Minutos después, las tropas y la policía utilizaron gases lacrimógenos y otras tácticas de control de disturbios para dispersar a los manifestantes. Aproximadamente media hora después, Milley, con uniforme de combate, caminó junto al presidente desde la Casa Blanca hasta la iglesia, provocando fuertes críticas por parte de exmilitares y otros. Posteriormente, Milley se negó a testificar ante el Congreso sobre el papel de los militares en la respuesta a las protestas. Según reportes, consideró renunciar por el incidente, pero optó por tocar el tema en un video grabado como su discurso de apertura en la Universidad de Defensa Nacional. En el discurso Milley dijo que no debería haber estado en el evento porque su presencia creó una percepción de participación militar en la política nacional. Milley testificó ante el Congreso en julio de 2020 sobre el papel de los militares en las protestas de George Floyd.
El 23 de junio de 2021, Milley atrajo la atención por decirle al congresista republicano de Florida Matt Gaetz que le parecía «ofensivo» que el ejército de Estados Unidos estuviera siendo caracterizado como «woke» por incluir en el plan de estudios de West Point la teoría crítica de la raza, «quiero entender la ira blanca, y yo soy blanco. ¿Qué fue lo que provocó que miles de personas asaltaran este edificio y trataran de revocar la Constitución de los Estados Unidos de América?», agregó en referencia al asalto al Capitolio de los Estados Unidos de 2021.
El 30 de junio de 2021, el expresidente Trump, quien había nombrado a Milley como presidente del Estado Mayor Conjunto, le pidió que renunciara, dando a entender que el general no estaba dispuesto a «defender [al ejército estadounidense] de los radicales de izquierda que odian [a Estados Unidos] y [su bandera]». Esto se produjo tras Milley haber defendido el estudio de una amplia gama de ideas, incluida la controvertida teoría crítica de la raza y reportes de que Milley y Trump discutieron a gritos sobre la participación militar en las protestas raciales en 2020 y 2021. Trump previamente negó el incidente y acusó a Milley de falsificarlo.

### Eventos posteriores a las elecciones presidenciales de 2020

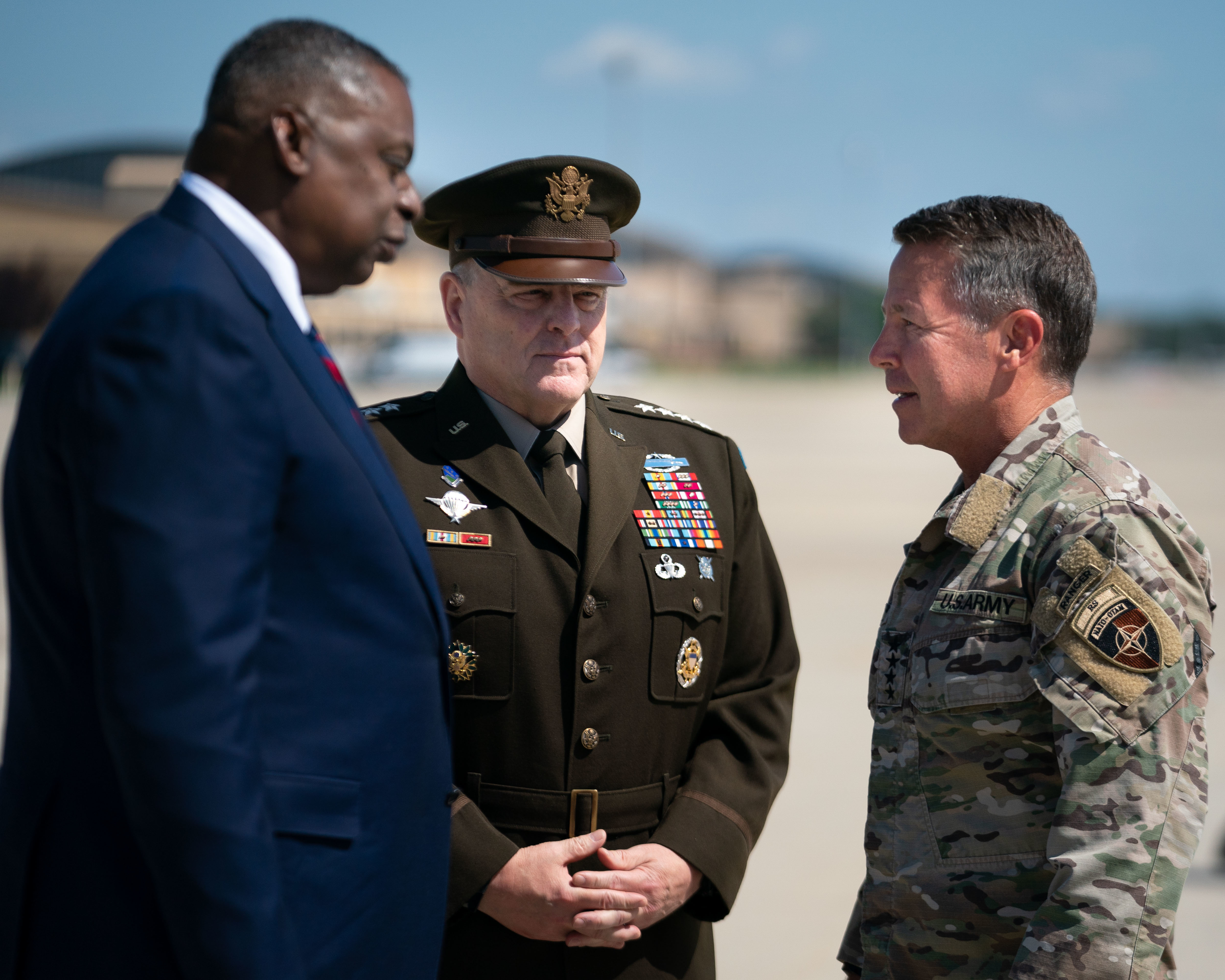
Milley y el secretario de Defensa Lloyd Austin, dan la bienvenida al general Austin "Scott" Miller a la base conjunta Andrews durante la retirada de Afganistán en 2021, 14 de julio de 2021.

El 12 de enero de 2021, Milley y el Estado Mayor Conjunto emitieron una declaración condenando el asalto al Capitolio de los Estados Unidos y recordando a todos los miembros del servicio su obligación de apoyar y defender la Constitución y rechazar el extremismo. Declararon: «Como lo hemos hecho a lo largo de nuestra historia, el ejército de los Estados Unidos obedecerá las órdenes legales de los líderes civiles, apoyará a las autoridades civiles para proteger vidas y propiedades, garantizará la seguridad pública de acuerdo con la ley y permanecerá plenamente comprometido con la protección y defensa de la Constitución de los Estados Unidos contra todos los enemigos, internos y externos».
El 2 de abril de 2021, durante una entrevista sobre el incidente en el Capitolio, Milley dijo que la reacción y la respuesta militares fueron «a velocidad de carrera» y «superrápida». Sin embargo, algunos, como la presidenta de la Cámara de Representantes, Nancy Pelosi, dudaron de su declaración, alegando que parecía contradecir lo ocurrido durante el motín en el Capitolio.
Según I Alone Can Fix It, un libro de julio de 2021 escrito por dos reporteros del Washington Post, tras la derrota de Trump en las elecciones presidenciales de 2020, Milley se preocupó de que el expresidente se estuviera preparando para dar un golpe y mantuvo conversaciones informales con sus ayudantes sobre posibles formas de frustrarlo. El libro citó a Milley diciendo «este es un momento Reichstag», comparando los intentos de Trump de revertir las elecciones con el evento utilizado para cimentar el gobierno nazi en Alemania y refiriéndose a las desacreditadas declaraciones de Trump sobre el fraude electoral como «el evangelio del Führer». Más tarde, Trump reprendió los informes de los medios de que Milley temía que planeara un golpe, llamando al general «una de las últimas personas con las que me gustaría hacer [un golpe]» y afirmando que solo había nombrado a Milley como presidente del Estado Mayor Conjunto para ir en contra de su exsecretario de Defensa Jim Mattis y su predecesor presidencial Barack Obama. Trump también afirmó erróneamente que Obama había despedido a Milley –Obama en realidad despidió a Mattis– como comandante del Mando Central de los Estados Unidos.

### Ofensiva talibán de 2021 y caída de Kabul

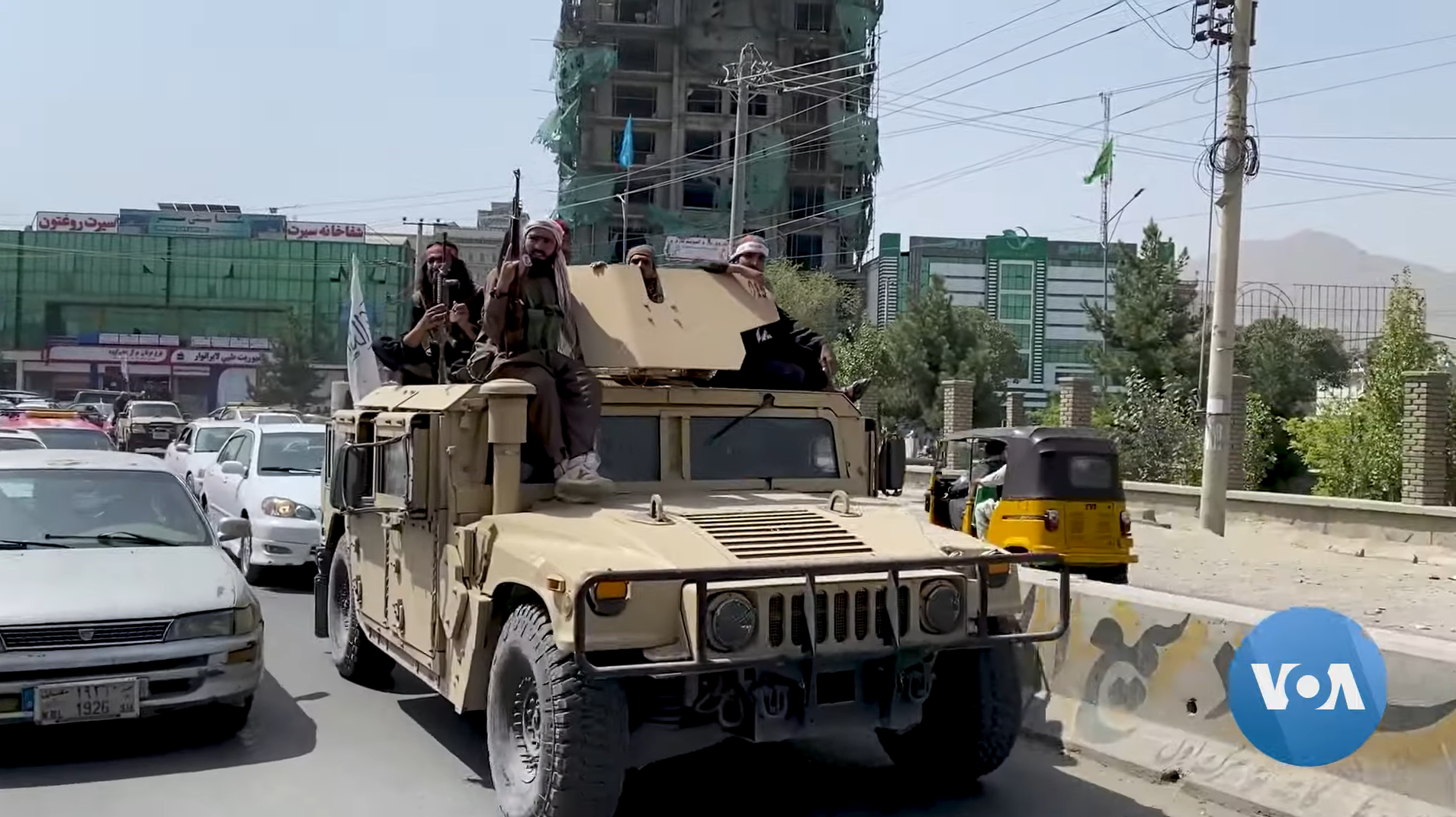
Combatiente talibán conduciendo un Humvee del ejército estadounidense en las calles de Kabul tras su caída en 2021.

Milley fue muy criticado por su papel en la planificación de la retirada de las tropas estadounidenses de Afganistán. Al principio, aconsejó al presidente Biden y al Consejo de Seguridad Nacional que las tropas estadounidenses en Afganistán no deberían retirarse, ya que podría resultar en el resurgimiento de los talibanes. Sin embargo, la administración de Biden hizo caso omiso de su consejo y procedió a la retirada de las tropas tras la entrega de la base aérea de Bagram al gobierno de Afganistán. Tras la retirada, los talibanes iniciaron su ofensiva para derrocar al gobierno de Afganistán en Kabul. La ciudad fue finalmente asediada y cayó bajo control talibán el 15 de agosto de 2021, lo que provocó el pánico entre los ciudadanos afganos que intentaban huir del país, particularmente aquellos que habían ayudado a Estados Unidos. Miles de ciudadanos afganos irrumpieron en el aeropuerto de Kabul en un intento por salir de la ciudad. Más tarde, Milley negó tener conocimiento de la inminente caída de Kabul o haber visto reportes de inteligencia que indicaban que la posición de los talibanes era más fuerte de lo que se creía. Como resultado de la fallida retirada, varios funcionarios electos exigieron que Milley renunciara y reconociera el fracaso que condujo al caos que siguió a la caída de Kabul.

## Despliegues operativos
Milley se ha desplegado en varias operaciones militares, incluyendo:
- Fuerza Multinacional de Paz y Observadores, Sinaí, Egipto.
- Operación Causa Justa, Panamá.
- Operación Defender la Democracia, Haití.
- Operación Joint Endeavor, Bosnia y Herzegovina.
- Operación Libertad Iraquí, Irak.
- Operación Libertad Duradera, Afganistán.

## Premios y condecoraciones
Milley recibió las siguientes condecoraciones:
|  |  |  |
|  |  |  |
|  |  |  |
|  |  |  |
|  |  |  |
|  |  |  |
|  |  |  |
|  |  |  |
|  |  |  |
|  |  |  |
|  |  |  |

| Insignia | Insignia de Infantería de Combate                                            | Insignia de Infantería de Combate                                            | Insignia de Infantería de Combate                                     | Insignia de Infantería de Combate                                     | Insignia de Infantería de Combate                                   |                                                                     |
| 1.ª fila | Medalla por Servicio Distinguido de Defensa con hoja de roble                | Medalla por Servicio Distinguido de Defensa con hoja de roble                | Medalla por Servicio Distinguido del Ejército con tres hojas de roble | Medalla por Servicio Distinguido del Ejército con tres hojas de roble | Medalla del Servicio Superior de Defensa con dos hojas de roble     | Medalla del Servicio Superior de Defensa con dos hojas de roble     |
| 2.ª fila | Legión al Mérito con dos hojas de roble                                      | Legión al Mérito con dos hojas de roble                                      | Estrella de Bronce con tres hojas de roble                            | Estrella de Bronce con tres hojas de roble                            | Medalla por Servicio Meritorio con hoja de roble de plata           | Medalla por Servicio Meritorio con hoja de roble de plata           |
| 3.ª fila | Medalla de Tributo del Ejército con cuatro hojas de roble                    | Medalla de Tributo del Ejército con cuatro hojas de roble                    | Medalla por Logro del Ejército con hoja de roble                      | Medalla por Logro del Ejército con hoja de roble                      | Medalla de Servicio en la Defensa Nacional con estrella de servicio | Medalla de Servicio en la Defensa Nacional con estrella de servicio |
| 4.ª fila | Medalla de las Fuerzas Armadas Expedicionarias con dos estrellas de servicio | Medalla de las Fuerzas Armadas Expedicionarias con dos estrellas de servicio | Medalla de la Campaña de Afganistán con tres estrellas de campaña     | Medalla de la Campaña de Afganistán con tres estrellas de campaña     | Medalla de la Campaña de Irak con dos estrellas de campaña          | Medalla de la Campaña de Irak con dos estrellas de campaña          |
| 5.ª fila | Medalla Expedicionaria de la Guerra Contra el Terrorismo                     | Medalla Expedicionaria de la Guerra Contra el Terrorismo                     | Medalla de Servicio de la Guerra Contra el Terrorismo                 | Medalla de Servicio de la Guerra Contra el Terrorismo                 | Medalla de Servicio de la Defensa de Corea                          | Medalla de Servicio de la Defensa de Corea                          |
| 6.ª fila | Medalla de Servicio Humanitario                                              | Medalla de Servicio Humanitario                                              | Cinta de Servicio del Ejército                                        | Cinta de Servicio del Ejército                                        | Cinta de Servicio del Ejército de Ultramar con numeral 5            | Cinta de Servicio del Ejército de Ultramar con numeral 5            |
| 7.ª fila | Medalla OTAN por el servicio en la ISAF con estrella de servicio             | Medalla OTAN por el servicio en la ISAF con estrella de servicio             | Medalla de la Fuerza Multinacional de Paz y Observadores              | Medalla de la Fuerza Multinacional de Paz y Observadores              | Orden Nacional del Mérito, comandante                               | Orden Nacional del Mérito, comandante                               |
| Insignia | Insignia de las Fuerzas Especiales                                           | Insignia de las Fuerzas Especiales                                           | Insignia de las Fuerzas Especiales                                    | Insignia Ranger                                                       | Insignia Ranger                                                     | Insignia Ranger                                                     |
| Insignia | Insignia de Maestro Paracaidista                                             | Insignia de Maestro Paracaidista                                             | Insignia de Maestro Paracaidista                                      | Insignia de Buzo de Operaciones Especiales                            | Insignia de Buzo de Operaciones Especiales                          | Insignia de Buzo de Operaciones Especiales                          |
| Insignia | Insignia del Estado Mayor Conjunto                                           | Insignia del Estado Mayor Conjunto                                           | Insignia del Estado Mayor Conjunto                                    | Insignia de Identificación del Estado Mayor del Ejército              | Insignia de Identificación del Estado Mayor del Ejército            | Insignia de Identificación del Estado Mayor del Ejército            |

|  |  |  |
|  |  |  |
|  |  |  |
|  |  |  |

| Insignia distintiva del 506.º Regimiento de Infantería                      |                                                         |                                                         |                                                                       |                                                                       |                                                                       |
| Insignia de Paracaidista Francés                                            |                                                         |                                                         |                                                                       |                                                                       |                                                                       |
| Premio a la Unidad Meritoria Conjunta con hoja de roble                     | Premio a la Unidad Meritoria Conjunta con hoja de roble | Premio a la Unidad Meritoria Conjunta con hoja de roble | Distinción a la Unidad Meritoria del Ejército con tres hojas de roble | Distinción a la Unidad Meritoria del Ejército con tres hojas de roble | Distinción a la Unidad Meritoria del Ejército con tres hojas de roble |
| Insignia de identificación de combate de la 101.ª División Aerotransportada |                                                         |                                                         |                                                                       |                                                                       |                                                                       |

Otros premios
|  | Insignia de Soladado de Infantería Experto |
|  | 10 Barras de Servicio en Ultramar          |

## Vida personal
Milley está casado con Hollyanne, una enfermera cardíaca. Tienen dos hijos.
Durante la ceremonia del Día de los Veteranos de 2020 en el Cementerio Nacional de Arlington, Hollyanne Milley salvó la vida de un veterano que había sufrido un colapso. Según las fuentes, «la enfermería tiene una tradición en la familia Milley». La madre del general Milley, Linda Milley, a quien él describió como un tipo de mujer que «rompe el techo de cristal», trabajó como enfermera en la reserva femenina de la Armada en la Segunda Guerra Mundial.